# Mercedes-Benz W639
La sigla W639 è la sigla di progetto con cui vengono identificati due modelli Mercedes-Benz nati nel 2003 dallo stesso progetto: questi modelli sono la monovolume di grossa taglia nota come Viano ed il furgone noto con il nome di Vito, qui alla sua seconda generazione. La produzione di questa famiglia di modelli si è protratta a lungo, fino alla fine del 2013.

## Profilo e caratteristiche
Esattamente come accadde a metà degli anni novanta con la serie W638 che diede origine a due vetture simili, ma dalla differente destinazione, così anche la serie W639 destinata a prenderne il posto, ha dato origine a due modelli, molto simili tra loro, ma destinati a due diversi bacini di utenza. La precedente Classe V della serie W638 venne sostituita nel 2003 dalla monovolume nota come Viano, mentre la versione furgonata da essa derivata mantenne il nome di Vito, che perciò nel 2003 arrivò alla sua seconda generazione.

L'intera serie W639 rispecchia maggiormente lo spirito della Casa tedesca, sebbene i modelli siano assemblati ancora una volta nello stabilimento spagnolo di Vitoria, dal cui nome deriva la denominazione del furgone Vito. Sia il Viano  che il nuovo Vito, infatti, sono molto più eleganti già ad un'occhiata esterna, sono più grandi e larghi, più completi come dotazione, e disponibili tra l'altro in diverse configurazioni, date dalla disponibilità di due misure di passo, di almeno quattro tipi di carrozzeria e persino di trazione (posteriore o integrale).

### Varianti e dotazioni
Le configurazioni di carrozzeria erano, come si diceva, almeno quattro:
- normale, con sbalzo posteriore ridotto;
- Long, con sbalzo posteriore allungato;
- Extra Long, con passo lungo e sbalzo posteriore allungato;
- Mixto (solo per il Vito), con spazio per 6 persone e zona posteriore riservata al carico di merci.

Tutte le configurazioni di carrozzeria possono essere configurate in varianti da 6 a 9 posti

### Motori e meccanica
I motori previsti nel 2003, al lancio della gamma W639, erano gli stessi sia per Viano che per Vito, ed erano i seguenti:
- 2.1: motore OM646DE22LA turbodiesel common rail da 2148 cm³, declinato in tre livelli di potenza: 88 (solo per il Vito), 109 e 150 CV;
- 3.2: motore a benzina M112E32 da 3199 cm³, declinato in due livelli di potenza: 190 e 218 CV.

Due le varianti di cambio previste: le versioni a gasolio montano un cambio manuale a 6 marce, mentre quelle a benzina e quelle con trazione integrale 4-Matic montano un cambio automatico a 5 rapporti. A proposito della trazione 4-Matic, essa si avvale anche del cosiddetto 4TS, un dispositivo di gestione elettronica della trazione al posto del classico differenziale. Tale dispositivo distribuisce la coppia motrice sui due assali, fino ad un massimo del 35% sull'asse anteriore e del 65% su quello posteriore. Ciò consente di affrontare con efficacia le strade con scarsa aderenza, ma a corredo di ciò sono presenti anche vari dispositivi, come l'ABS, l'ESP, l'assistente alla frenata d'emergenza, il ripartitore elettronico di frenata e l'antislittamento (ASR).

## Evoluzione
Nel 2004 il V6 3.2 da 218 CV venne rimpiazzato dal 3.7 da 231 CV, un motore leggermente più potente, ma assai più generoso di coppia rispetto alla già prestante unità motrice utilizzata fino a quel momento. Rimase invece in listino il 3.2 da 190 CV.

Nel 2006, invece, vi furono diverse novità sul fronte diesel: il 2.1 turbodiesel di base venne portato da 88 a 95 CV. Quello di livello intermedio vide invece la sua potenza salire da 109 a 115 CV, mentre una new entry era costituita dal 3 litri turbodiesel OM642 da 204 CV.
Nel 2007, venne introdotto il 3.5 M272 da 258 CV, più moderno, leggermente più basso di cilindrata, ma dalle maggiori prestazioni. Questo motore andò a sostituire il precedente 3.7 litri solo nella gamma Viano, mentre il Vito continuò ancora per un anno ad utilizzare il vecchio motore.

Nel 2008, infatti, anche la versione furgonata ricevette il 3.5 litri da 258 CV. Nello stesso anno il 3.2 da 190 CV venne tolto dai listini.
Nel settembre del 2010, c'è stato un aggiornamento, che esteticamente è maggiormente visibile nel frontale, il quale adotta fari di diverso disegno ed un nuovo paraurti. Meccanicamente, vengono tolti di produzione il 2.1 litri da 95 CV ed il 3 litri da 204 CV, mentre quello da 115 CV viene portato a 136 CV, che rimane nella gamma assieme al 2.1 turbodiesel da 150 CV ed al 3.5 litri a benzina da 258 CV. La gamma risulterà a questo punto composta da tre versioni.
La produzione della gamma W639 cessa alla fine del 2013, anche se gli ultimissimi esemplari vengono consegnati all'inizio dell'anno seguente, quando viene presentata la serie W447, che sostituirà la W639 e che sancirà il ritorno alla vecchia denominazione Classe V.

## Riepilogo caratteristiche
Di seguito vengono riepilogate le caratteristiche delle versioni previste per la gamma W639:

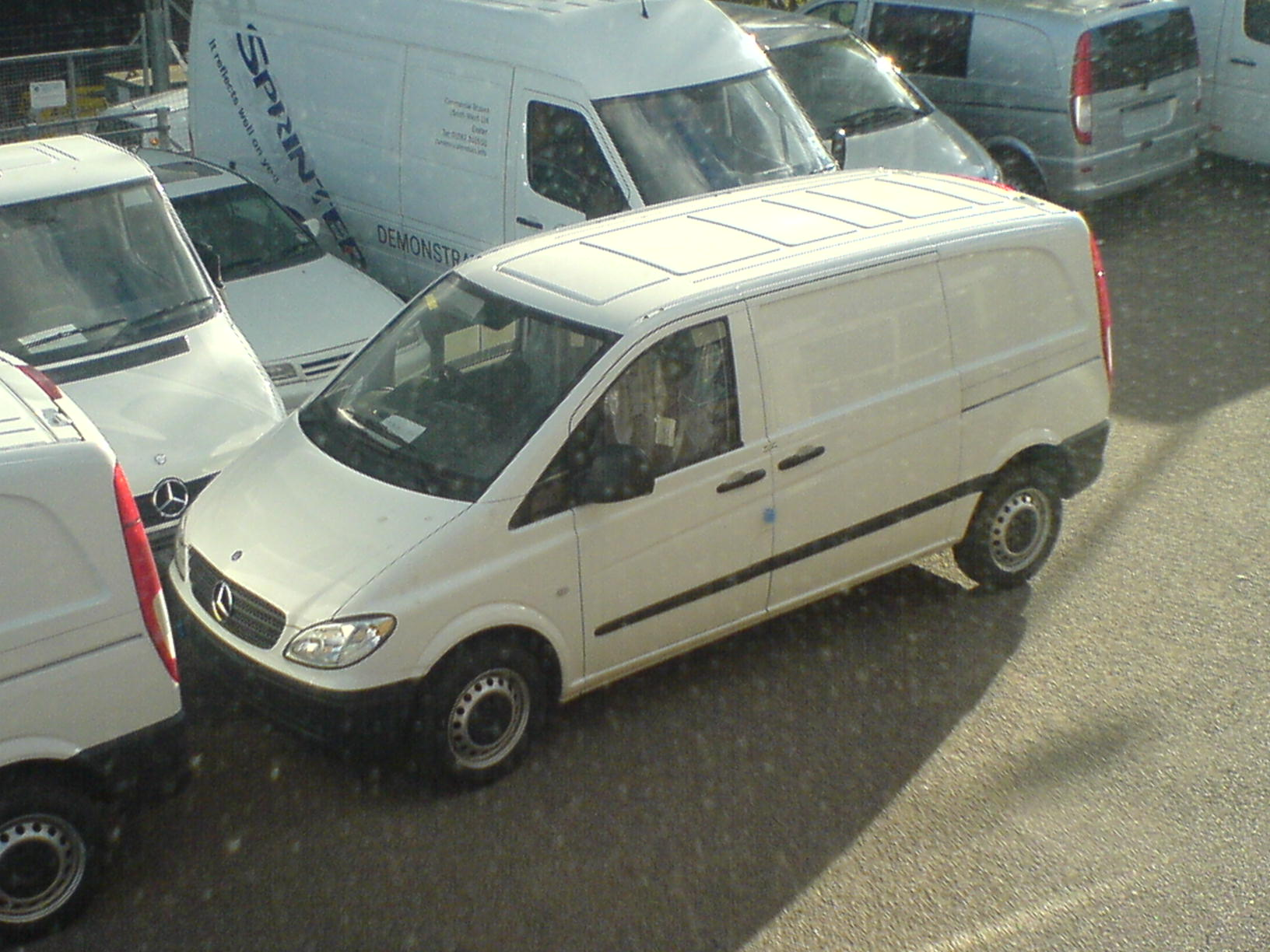
Un Mercedes-Benz Vito W639

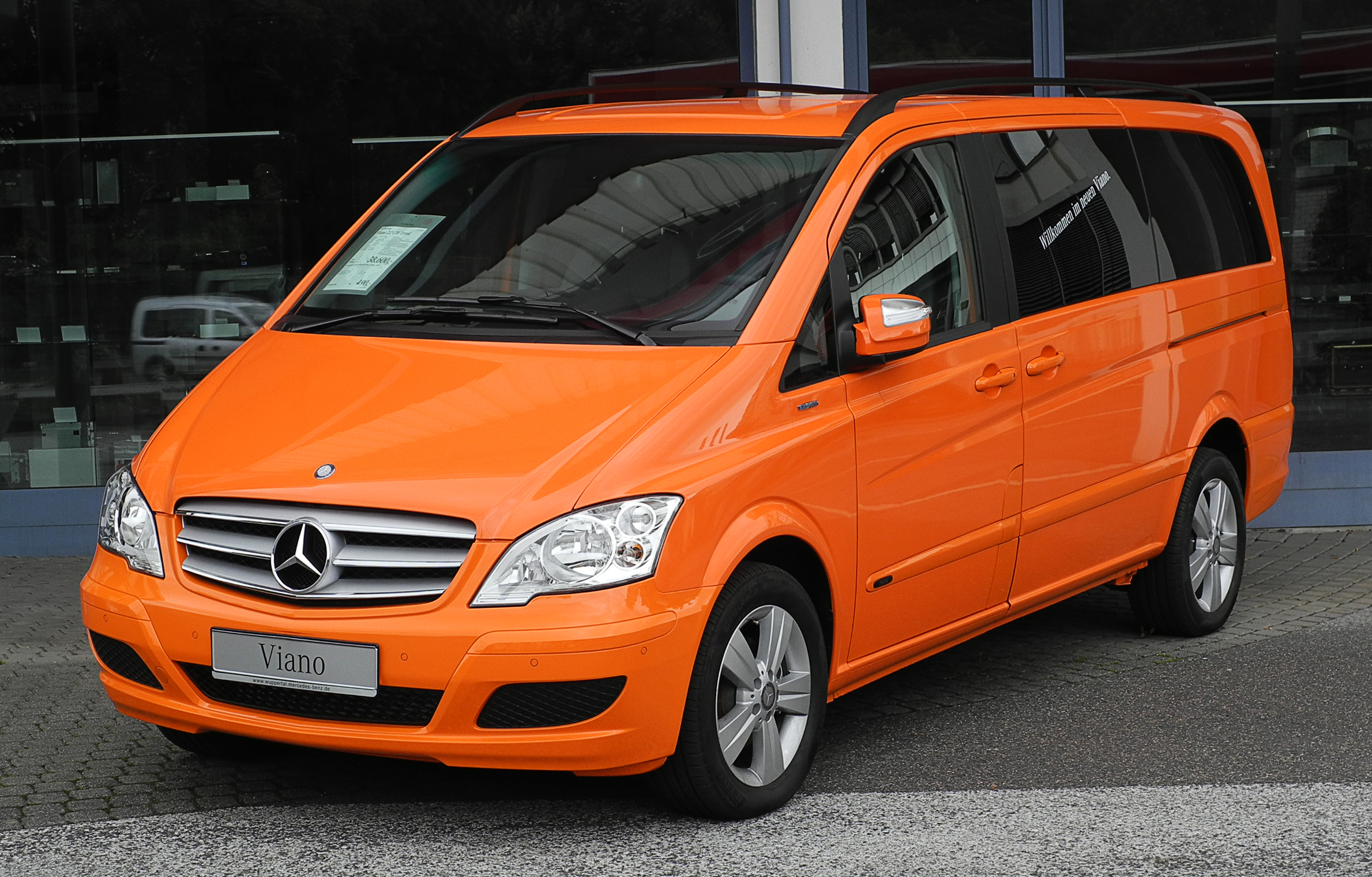
Un Viano dopo il restyling del 2010

| Modello            | Motore                          | Cilindrata cm³     | Potenza CV/rpm     | Coppia Nm/rpm      | Velocità max       | Acceler. 0–100 km/h | Consumo (l/100 km) | Anni di produzione |                    |                    |                    |                    |                    |                    |
| Versioni a benzina | Versioni a benzina              | Versioni a benzina | Versioni a benzina | Versioni a benzina | Versioni a benzina | Versioni a benzina  | Versioni a benzina | Versioni a benzina | Versioni a benzina | Versioni a benzina | Versioni a benzina | Versioni a benzina | Versioni a benzina | Versioni a benzina |
| ------------------ | ------------------------------- | ------------------ | ------------------ | ------------------ | ------------------ | ------------------- | ------------------ | ------------------ | ------------------ | ------------------ | ------------------ | ------------------ | ------------------ | ------------------ |
| Viano 3.0          | M112E32 red. (112.951 red.)     | 3199               | 190/5600           | 270/2750           | 180                | 9"6                 | 12.5               | 2003-08            |                    |                    |                    |                    |                    |                    |
| Vito 119           | M112E32 red. (112.951 red.)     | 3199               | 190/5600           | 270/2750           | 180                | 9"6                 | 12.5               | 2003-08            |                    |                    |                    |                    |                    |                    |
| Viano 3.2          | M112E32 (112.951)               | 3199               | 218/5600           | 305/2800           | 195                | 8"2                 | 12.6               | 2003-04            |                    |                    |                    |                    |                    |                    |
| Vito 122           | M112E32 (112.951)               | 3199               | 218/5600           | 305/2800           | 195                | 8"2                 | 12.6               | 2003-04            |                    |                    |                    |                    |                    |                    |
| Viano 3.5          | M112E37 (112.976)               | 3724               | 231/5700           | -                  | 200                | 8"0                 | -                  | 2004-07            |                    |                    |                    |                    |                    |                    |
| Viano 3.5          | M272E35                         | 3498               | 258/5900           | 340/ 2500-5000     | 204                | -                   | 12.6               | 2007-14            |                    |                    |                    |                    |                    |                    |
| Vito 123           | M112E37 (112.976)               | 3724               | 231/5700           | -                  | 200                | 8"0                 | -                  | 2004-07            |                    |                    |                    |                    |                    |                    |
| Vito 123           | M272E35                         | 3498               | 258/5900           | 340/ 2500-5000     | 204                | -                   | 12.6               | 2007-14            |                    |                    |                    |                    |                    |                    |
| Versioni diesel    |                                 |                    |                    |                    |                    |                     |                    |                    |                    |                    |                    |                    |                    |                    |
| Vito 109 CDI       | OM646DE22LA red. (646.983 red.) | 2148               | 88                 | -                  | -                  | -                   | -                  | 2003-06            |                    |                    |                    |                    |                    |                    |
| Vito 109 CDI       | OM646DE22LA (646.983)           | 2148               | 95                 | -                  | -                  | -                   | -                  | 2006-10            |                    |                    |                    |                    |                    |                    |
| Vito 110 CDI       | OM651DE22LA red.                | 2143               | 95/3800            | 250/ 1400-2400     | -                  | -                   | 8.4                | 2010-14            |                    |                    |                    |                    |                    |                    |
| Viano 2.0 CDI      | OM646DE22LA (646.982 red.)      | 2148               | 109/3800           | 270/1600           | 157                | 16"2                | 9                  | 2003-06            |                    |                    |                    |                    |                    |                    |
| Viano 2.0 CDI      | OM646DE22LA (646.982 red.)      | 2148               | 116/3800           | 290/ 1600-2600     | 163                | 16"2                | 8.2                | 2006-10            |                    |                    |                    |                    |                    |                    |
| Vito 111 CDI       | OM646DE22LA (646.982 red.)      | 2148               | 109/3800           | 270/1600           | 157                | 16"2                | 9                  | 2003-06            |                    |                    |                    |                    |                    |                    |
| Vito 111 CDI       | OM646DE22LA (646.982 red.)      | 2148               | 116/3800           | 290/ 1600-2600     | 163                | 16"2                | 8.2                | 2006-10            |                    |                    |                    |                    |                    |                    |
| Viano 2.2 CDI      | OM646DE22LA (646.982)           | 2148               | 150/3800           | 330/ 1800-2400     | 179                | 13"                 | 8.7                | 2003-10            |                    |                    |                    |                    |                    |                    |
| Vito 115 CDI       | OM646DE22LA (646.982)           | 2148               | 150/3800           | 330/ 1800-2400     | 179                | 13"                 | 8.7                | 2003-10            |                    |                    |                    |                    |                    |                    |
| Viano 2.2 CDI      | OM651DE22LA                     | 2143               | 163/3800           | 360/ 1600-2400     | 188                | 12"1                | 7.7                | 2010-14            |                    |                    |                    |                    |                    |                    |
| Vito 116 CDI       | OM651DE22LA                     | 2143               | 163/3800           | 360/ 1600-2400     | -                  | -                   | 7.7-8.8            | 2010-14            |                    |                    |                    |                    |                    |                    |
| Viano 3.0 CDI      | OM642DE30LA (642.990)           | 2987               | 204/3800           | 440/ 1600-2400     | 197                | 9"2                 | 9.2                | 2006-10            |                    |                    |                    |                    |                    |                    |
| Vito 120 CDI       | OM642DE30LA (642.990)           | 2987               | 204/3800           | 440/ 1600-2400     | 197                | 9"2                 | 9.2                | 2006-10            |                    |                    |                    |                    |                    |                    |